# Nebraska Sandhills
De Nebraska Sandhills, Sandhills of Sand Hills vormen een streek in de Amerikaanse staten Nebraska en South Dakota. De streek bestaat uit met gras begroeide zandduinen boven op de reusachtige Ogallala-aquifer. Afhankelijk van hoe het gebied wordt afgebakend, is het 50.760 km² tot 61.100 km² groot. In de Sandhills is het natuurlijke landschap maar beperkt aangetast – er wordt amper aan akkerbouw gedaan – waardoor het een waardevol draslandecosysteem is.

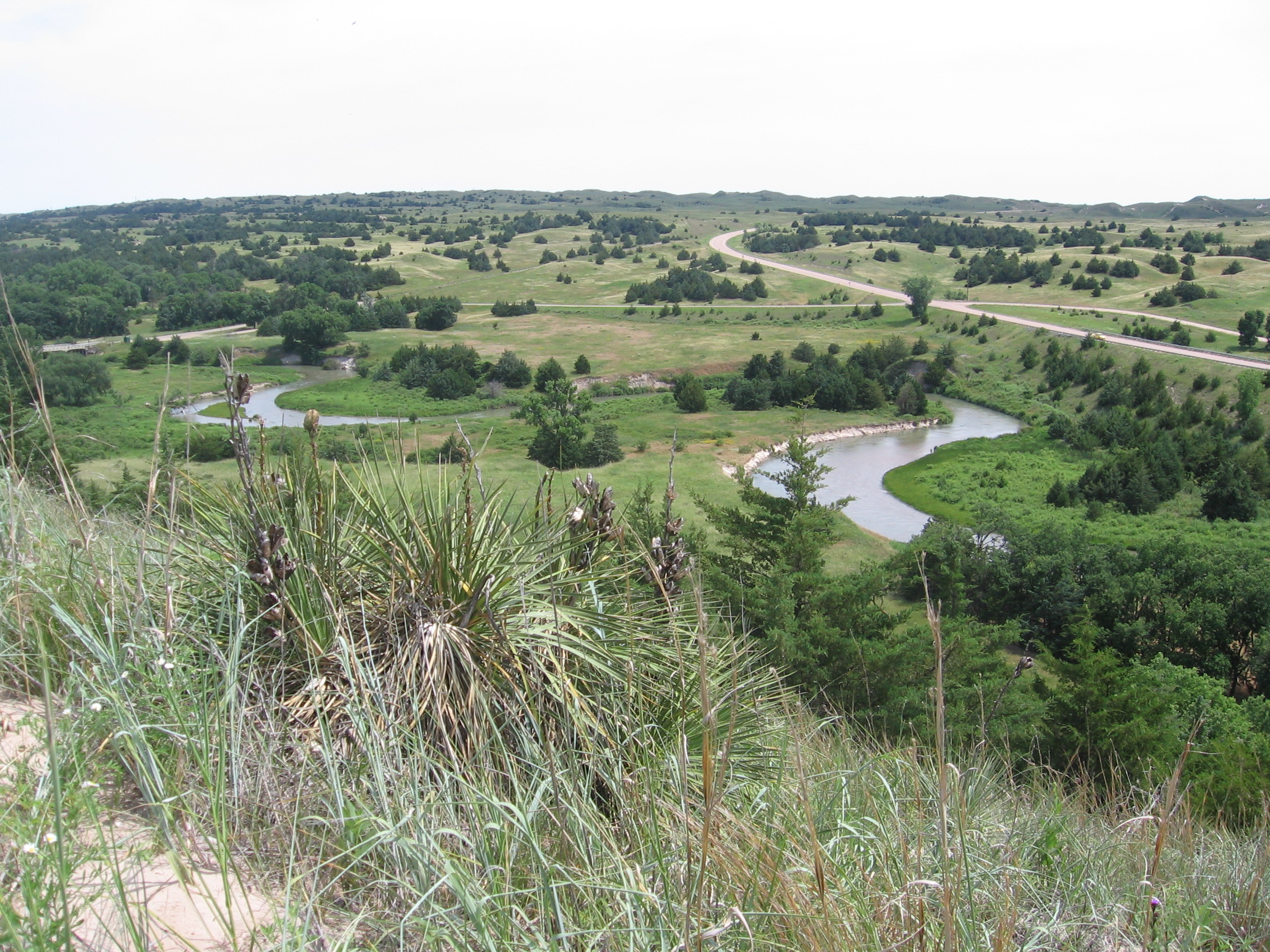
De Dismal River in Thomas County in maart
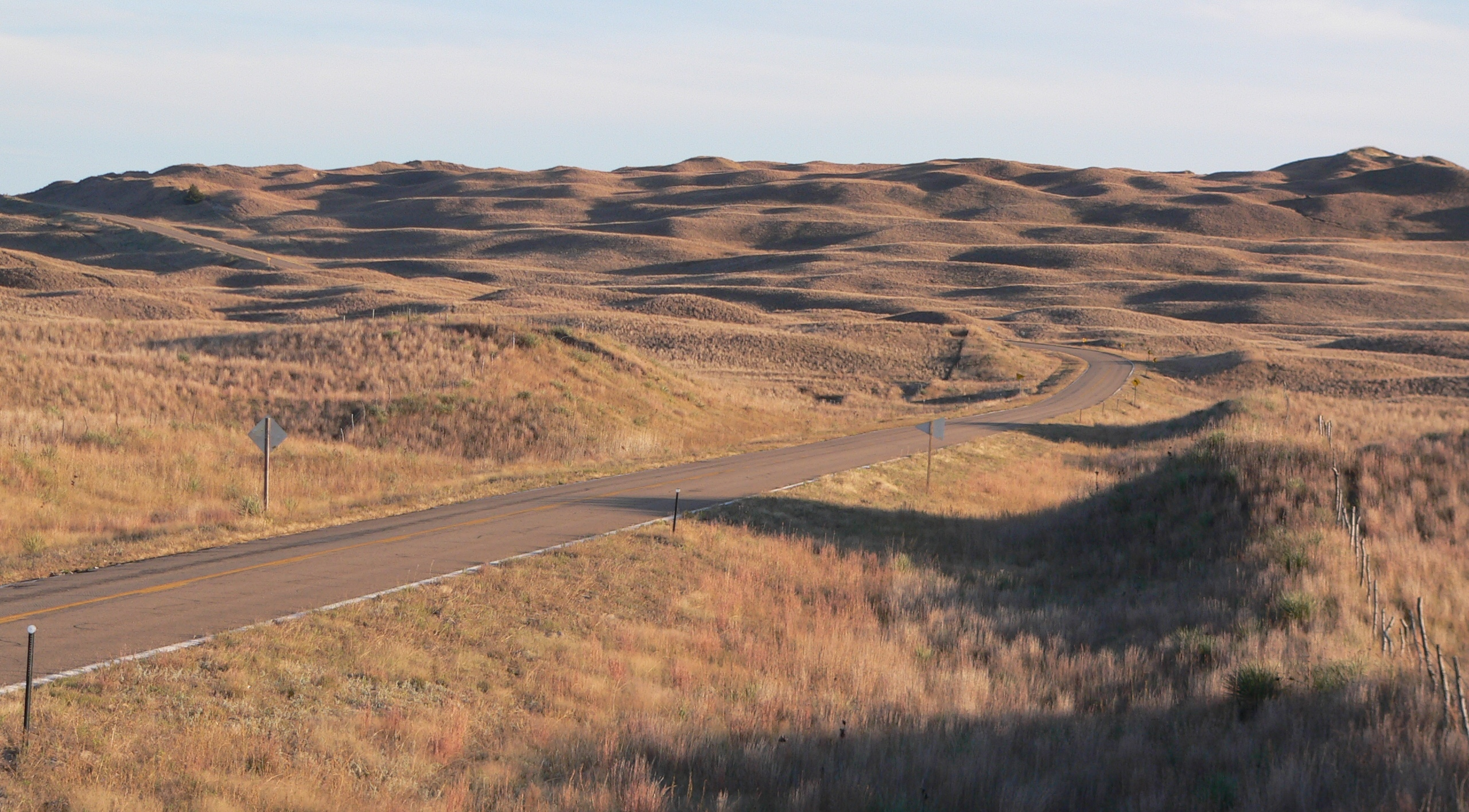
Sandhills in Hooker County in oktober
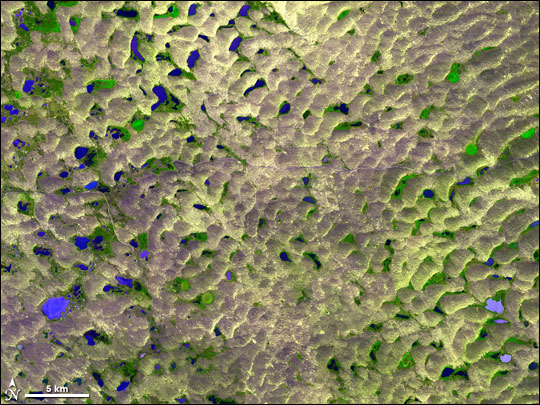
Satellietfoto van de Sandhills en de vele ondiepe meren